# Tarasove, Novomoskovsk
Tarasove (în ucraineană Тарасове) este un sat în comuna Popasne din raionul Novomoskovsk, regiunea Dnipropetrovsk, Ucraina.

## Demografie
Componența lingvistică a localității Tarasove
     Ucraineană (91,3%)
     Rusă (8,7%)
Conform recensământului din 2001, majoritatea populației localității Tarasove era vorbitoare de ucraineană (91,3%), existând în minoritate și vorbitori de rusă (8,7%).